# Tabanus nigeriensis
Tabanus nigeriensis är en tvåvingeart som beskrevs av Crosskey 1959. Tabanus nigeriensis ingår i släktet Tabanus och familjen bromsar.
Artens utbredningsområde är Nigeria. Inga underarter finns listade i Catalogue of Life.